# Gramatura
Gramatura – masa (pot. „ciężar”) wyrobu wyrażona w gramach na metr kwadratowy (g/m²). Używana w odniesieniu do papieru, wyrobów włókienniczych czy innych tworzyw produkowanych w arkuszach.